# 戀愛的力量
《恋爱的力量》（英文：The Power of Love Songs）為歌手梁靜茹發行的首張新歌加精選輯，於2003年11月25日發行。

## 曲目
| CD1  | CD1              | CD1           | CD1               | CD1          | CD1            |
| 曲序 | 曲目             |               | 作曲              | 编曲         | 製作人         |
| ---- | ---------------- | ------------- | ----------------- | ------------ | -------------- |
| 1.   | Fly Away（新歌） | 陳沒、張天成  | 藍奕邦            | 洪信傑       | 蔡尚文         |
| 2.   | 聽不到（新歌）   | 五月天 阿信   | 五月天阿信        | 阿信、周恆毅 | 賈敏恕、蔡尚文 |
| 3.   | Tiffany（新歌）  | 方文山        | 張佳添@宇宙大爆炸 | 安棟         | 賈敏恕、蔡尚文 |
| 4.   | 愛是…（新歌）    | 葛大為        | 木蘭號AKA陳韋翎   | 黃中岳       | 蔡尚文         |
| 5.   | 一夜長大         | 李宗盛        | 許華強            |              |                |
| 6.   | 勇氣             | 瑞業          | 光良              |              |                |
| 7.   | 無條件為你       | Lee,Jae-Kyung | Lee Seung-Ho      |              |                |
| 8.   | 分手快樂(獨唱版) | 姚若龍        | 郭文賢            |              |                |
| 9.   | 我喜歡           | 潘協慶        | 潘協慶            |              |                |
| 10.  | 為我好           | 小寒@Musset   | 黃韻仁@Musset     |              |                |

| CD2  | CD2            | CD2         | CD2           | CD2    | CD2            | CD2                   |
| 曲序 | 曲目           |             | 作曲          | 编曲   | 製作人         | 备注                  |
| ---- | -------------- | ----------- | ------------- | ------ | -------------- | --------------------- |
| 1.   | 不想睡（新歌） | 陳沒        | 宮澤和史      | 項仲為 | 賈敏恕、蔡尚文 | 改編詞 原曲為《島唄》 |
| 2.   | 如果有一天     | 易齊@Musset | 郭文賢        |        |                |                       |
| 3.   | 彩虹           | 五月天 阿信 | 阿信、梁伯君  |        |                |                       |
| 4.   | 愛你不是兩三天 | 潘協慶      | 潘協慶        |        |                |                       |
| 5.   | 最想環遊的世界 | 姚若龍      | 郭文賢        |        |                |                       |
| 6.   | 對不起我愛你   | 潘協慶      | 潘協慶        |        |                |                       |
| 7.   | 只能抱著你     | 瑞業        | 光良          |        |                |                       |
| 8.   | 第三者         | 李宗盛      | 黃韻仁@Musset |        |                |                       |
| 9.   | 昨天           | 管啟源      | 陳小霞        |        |                |                       |
| 10.  | 明天的微笑     | 姚謙        | 潘協慶        |        |                |                       |

## 獎項
- 金曲獎「第15屆金曲獎」
  - 2003年度：最佳音樂錄音帶獎－周格泰「聽不到」（提名）

- 「2003勁歌王年度總選」
- 時間：2004年5月23日
  - 2004年度：「台灣地區」最受歡迎女歌手獎
  - 2004年度：年度金曲－《聽不到》

全球華語歌曲排行榜「第4届全球华语歌曲排行榜」
- 時間：2004年9月4日
  - 2004年度：年度20大金曲－《聽不到》

Channel V「第11屆全球華語音樂榜中榜」
- 時間：2005年1月11日（頒獎）
  - 2004年：港台地區最佳女歌手獎
  - 2004年：港台地區最受歡迎女歌手獎（提名）
  - 2004年：最佳音樂錄影帶獎－《聽不到》（提名）
  - 2004年：年度最佳歌曲獎－《Fly Away》（提名）
  - 2004年：年度最佳歌曲獎－《聽不到》（提名）

HitFM聯播網「HITO流行音樂獎」
- 時間：2005年1月16日
  - 2004年度：HITO年度蟬連冠軍最久單曲－《聽不到》3週
  - 2004年度：HITO年度進榜最多單曲歌手
  - 2004年度：HITO年度海外歌手－馬來西亞
  - 2004年度：HITO年度十大華語歌曲－《聽不到》

中國歌曲排行榜「第12屆中國歌曲排行榜」
- 時間：2004年12月16日（提名）
- 時間：2005年1月22日（頒獎）
  - 2004年度：年度最受歡迎港台地區女歌手（提名）
  - 2004年度：年度最受歡迎港台地區歌曲獎－《聽不到》（提名）

MTV音樂電視台「第四屆日本MTV音樂錄影帶大獎」
- 時間：2005年5月29日（頒獎）
  - 2004年度：最佳 BuzzASIA 台灣藝人（提名）